# Hester Vaughn
Hester Vaughn ou Vaughan, est une domestique de Philadelphie arrêtée en 1868 pour avoir tué son nouveau-né, puis condamnée à être pendue après avoir été reconnue coupable d'infanticide. 
The Revolution, journal sur les droits des femmes établit par Susan B. Anthony et Elizabeth Cady Stanton lance une campagne pour obtenir sa sortie de prison. La Working Women's Association créée dans les bureaux de The Revolution, organise une manifestation importante à New York pour sa défense. Hester Vaughn est finalement graciée et rapatriée vers son Angleterre natale.

## Biographie
Originaire d'Angleterre, Hester Vaughn s'installe aux États-Unis en 1863 avec un homme qu'elle pense être la seule à avoir épousé. Celui-ci est en réalité bigame et retourne dès leur arrivée auprès de sa première femme. Elle trouve un emploi de domestique à Philadelphie, où elle tombe enceinte. En 1868, elle accouche seule dans la chambre qu'elle loue. C'est dans ce même lieu qu'elle est retrouvée à côté de son enfant mort peu de temps après sa naissance.

## Arrestation et procès
En 1868, Hester Vaughn est arrêtée pour infanticide. Selon The Philadelphia Inquirer, le coroner témoigne de graves blessures au crâne ayant entraîné la mort du nourrisson. Pour sa défense, elle déclare avoir été surprise par quelqu'un entrant dans sa chambre et avoir laissé tomber l'enfant, le tuant. 
Le jury la reconnaît coupable d'avoir délibérément tué son nouveau-né. Elle est condamnée à être pendue. Pour le juge, les infanticides sont devenus si courants que « certaines femmes doivent être condamnées en exemple »,.

## Campagne de libération

### The Revolution
Sous l'impulsion des militantes Susan B. Anthony et Elizabeth Cady Stanton, le journal The Revolution s'engage pour la libération d'Hester Vaughn. Elle y est décrite comme une « pauvre ignorante, abandonnée et sans amis ayant tué son nouveau-né puisque ne sachant pas quoi faire d'autre ». Un second éditorial déclare « Si ce pauvre enfant de la tristesse est pendu, sa mort sera un infanticide beaucoup plus horrible que le meurtre de son enfant ».
Au fur et à mesure de l'évolution du procès, le titre de presse change son approche et se positionne pour un décès naturel ou accidentel de l'enfant : « Pendant l'une des tempêtes les plus violentes de l'hiver dernier, elle reste sans nourriture, sans feu et sans vêtements confortables trois jours avant son accouchement. Après la naissance de son bébé, les heures passent avant qu'elle ne puisse se traîner jusqu'à la porte et appeler à l'aide. Et lorsqu'elle y parvient, elle est traînée dans une prison ».
Elizabeth Cady Stanton, co-éditrice de The Revolution conduit une délégation auprès du gouverneur John W. Geary afin de demander la libération d'Hester Vaughn. Six mois plus tard, elle est finalement graciée et reconduite en Angleterre.

### La Working Women's Association (WWA)
La Working Women's Association (WWA) fait de l'affaire Hester Vaughn son premier engagement public. Anna Elizabeth Dickinson, militante abolitionniste, féministe américaine et célèbre oratrice donne des conférences pour la WWA au nom d'Hester Vaughn. Une réunion de masse est organisée à New York. Susan B. Anthony ouvre la réunion et présente plusieurs solutions, commençant par un appel pour un nouveau procès ou un pardon inconditionnel au motif que l'accusée est « condamnée sur des preuves insuffisantes et avec une défense inadéquate ».
Les membres de l'organisation s'appuient sur la situation d'Hester Vaughn pour mettre en lumière plusieurs problèmes liés aux droits des femmes. Ainsi, les restrictions économiques seraient au cœur de la vulnérabilité sexuelle des femmes parce qu'il est difficile pour elles de gagner leur vie en trouvant un travail décent et sûr. Les militantes soutiennent que la domestique est la propre victime d'une société qui oblige parfois les femmes à assassiner leurs enfants illégitimes. Elles déclarent Hester Vaughn condamnée à mort par un système juridique dont les femmes sont complètement exclues, sauf en ce qui concerne la punition.   
L'association milite pour l'accès des femmes aux jurys et fonctions de la cour afin d'intervenir sur les lois et élire des fonctionnaires. Elles s'engagent de manière unanime pour l'interdiction de la peine de mort.  
Une délégation de la WWA comprenant une femme médecin rend visite à Hester Vaughn en prison. Une autre femme médecin lui diagnostique une psychose post-partum, ce qui, selon elle, signifie que l'accusée n'était pas responsable de ses actions au moment de l'accouchement.   

## Controverses
Certains journaux reprochent aux militantes d'avoir mis l'accent sur les droits des femmes et exprimé leurs préoccupations uniquement pour la mère et non pour l'enfant. Selon le New York Evening Telegram : « Aucune des conférencières n'a exprimé la moindre sympathie pour les milliers de bébés sacrifiés chaque année de cette manière ». Pour The Nation « la bigamie de son époux tout comme le viol que la victime refuse de prouver » sont autant d'éléments ne pouvant justifier de quelque manière que ce soit l'acte d'infanticide.    